# Улица Галины Улановой
У́лица Гали́ны Ула́новой — улица в городе Ломоносове Петродворцового района Санкт-Петербурга, в историческом районе Мартышкино. Проходит от Линейного переулка и улицы Анны Павловой до улицы Немкова.
Участки западнее улицы Верещагина и от Верещагина до улицы Немкова с конца 1940-х годов входили в состав Дачной улицы, 12 декабря 1983 года ставшей улицей Немкова.
8 мая 2009 года фрагмент улицы Немкова, а также безымянный фрагмент, примыкавший к Линейному переулку, был назван в честь русской артистки балета, балетмейстера и педагога, примы-балерины Большого театра Г. С. Улановой — за компанию с другой балериной А. П. Павловой, в честь которой назвали соседнюю улицу Анны Павловой. О какой-либо связи Улановой и Ломоносова неизвестно.
По данным на март 2016 года, адресов по улице Галины Улановой нет.

## Перекрёстки
- Улица Немкова
- Улица Верещагина
- Линейный переулок / улица Анны Павловой